# ドスペラード
『ドスペラード』は、大和田秀樹による日本の漫画。本格ファンタジー任侠漫画で、『チャンピオンRED』（秋田書店）において、2006年9月号から連載開始。2007年7月号で「第一部完」として連載を一旦終了した。

## 物語概要
銃ではなく魔法で武装したヤクザたち。しのぎを削る彼等の世界を、童貞だけが使える禁断の萌え魔法使いが瞬く間に席巻する。彼等に対抗できるのは同じ萌え魔法使いだけだった。

## あらすじ
騎士団暦885年、魔法使いギルド聖竜会の会頭パスツール・ド・シャルレが鳳凰（フェニックス）会系黒アナコンダ組組長ブシェミ＝ホープの放った鉄砲玉によって暗殺されたことにより、騎士団領国境の街ブックロゥの魔法社会に激震が起きる。その混乱の中かつて聖竜会から離れて放浪していたエイジは会頭との約束を守るために、会頭の娘マリエルのボディガードとなる。しかしエイジは魔法少女の姿で魔法を使う禁断の「萌え」属性の魔法使いだったのだ。
次々と刺客を倒すエイジだったが、ついにエイジを凌ぐ萌え魔法使いの前に敗れ去った。エイジは聖地バッキアで復活のための試練を受けるが、数々のトラウマの再体験に屈し、平凡な日常へ逃げ込んだ。しかしそこでエイジは自分の心の奥底に萌えの心を再発見した。そしてエイジは跳躍する。

## 登場人物
エイジ
本作品の主人公。地水火風の4属性を越えた禁断の第5属性「萌え」魔法の使い手。風呂場でマリエルに全裸姿を見られ「小さい」と言われたことにショックを受けブックロウの街を離れていた。仁義に厚くマリエルを守るために命を懸ける昔気質の不器用な侠客、ただし童貞。魔法を使う時はメイド風魔法少女服を来て、マジカルステッキ「パピコン」を振るう。
魔法の呪文は「ロンリー・ラブリー・シンメトリー・プックンジップで・ロリポップ!!」。
マリエル
聖竜会会頭パスツール・ド・シャルレの娘。ブックロゥの街の支配を狙う鳳凰会、そしてその背後にいる邪教の者たちに命を狙われている。勝手にブックロゥを離れたエイジを嫌っているが、その原因が自分であることには気付いていない。
バッツ＝ハモンド
聖竜会の若頭。聖竜会四天王の1人。
セシル＝クリーブ
聖竜会ワイバーン組の組長。聖竜会四天王の1人。
ロック＝パンプキン
組員全員がカボチャを被った聖竜会南瓜組（なんかぐみ）の組長。聖竜会四天王の1人。
ジャン＝リュック
テンプル騎士団に所属する騎士であり、ブックロウの治安維持任務についている。ベテラン刑事のような言動のスダレ頭の中年男性。
少佐
黒アナコンダ組組長に今回の抗争をけしかけた男。その正体は「鯉を神と仰ぐ邪教の国カプ」から派遣された工作員であり、広島弁を使う中年太りの男。ナース風コスチュームに身を包み、萌え魔法「コケティッシュウェイブ」の使い手。
最終兵器「彼女」
最終童貞として降臨したエイジに唯一対抗できる存在。その名にたがわぬ攻撃力でエイジに致命的なダメージを与えた。
神
エイジの精神世界に現れた神々しい存在。「漫画の神様」によく似たベレー帽をかぶり眼鏡をかけた鼻の大きい男性という逆光シルエットとして描かれている。

## 世界観
ブックロゥのほか、ドーゲン、バッキア、ワァニナ等、現代日本に似た地名がつけられているが、実は魔法の暴走によって一度滅びた未来の地球が舞台である。この世界では騎士団が治安維持を行っており、魔法使いギルドは完全にヤクザ化している。

## 書誌情報
- 大和田秀樹 『ドスペラード』 秋田書店〈チャンピオンREDコミックス〉、全1巻
  1. 2007年7月20日発売、ISBN 978-4-253-23089-6